# Opsius euxinus
Opsius euxinus är en insektsart som beskrevs av Dlabola 1965. Opsius euxinus ingår i släktet Opsius och familjen dvärgstritar. Inga underarter finns listade i Catalogue of Life.